# Христофор Корјажемски
Христофор Корјажемски (Солвичегодски; умро после 1572) - оснивач Испоснице Христофорове Богородице, у Вологодској губернији, светитељ Руске православне цркве.
Био је ученик преподобног Лонгина.
Православна црква га помиње 25. јула (по јулијанском календару).
Преподобни Христофор је свој подвижнички живот започео у скиту (касније Корјажма Николајевски манастир) преподобног Лонгина Корјажмског († 1540), коме је био један од првих ученика. Десет година након смрти свог учитеља, настанио се на реци Малаја Корјажма, где је саградио себи келију и капелу. Ускоро је пустињак постао познат и ходочасници и ученици су почели да хрле к њему. Христифор је око 1555. године подигао цркву у име иконе Богородице Одигитрије и преузео руководство формираном заједницом.
У близини манастира светитеља налазио се извор чија је вода била поштована као лековита. Вести о томе стигле су до Москве и царица Анастасија, жене Ивана Грозног, која је хтела од њега да је излечи од болести. Христофор је био позван у Москву, и тамо је молитвама излечио краљицу. Вратио се у свој манастир са царском платом и овим средствима почео да гради нову цркву. Године 1572. градња је завршена и Христифор је напустио манастир у непознатом правцу. Место његове смрти и сахране остаје непознато.